# Krzęcin (Petite-Pologne)
Pour les articles homonymes, voir Krzęcin.
Krzęcin est une localité polonaise de la gmina de Skawina, située dans le powiat de Cracovie en voïvodie de Petite-Pologne.